# Gewog di Chhali
Il gewog di Chhali è uno dei diciassette raggruppamenti di villaggi del distretto di Mongar, nella regione Orientale, in Bhutan.